# (849) Ара
(849) Ара (англ. ARA) — небольшой астероид главного пояса, который принадлежит к металлическому спектральному классу M. Он был открыт 9 февраля 1912 года российским астрономом Сергеем Ивановичем Белявским в Симеизской обсерватории и назван в честь Американской администрации помощи (American Relief Administration), которая оказала значительную помощь во время голода 1922 года в Поволжье.

Орбита астероида Ара и его положение в Солнечной системе
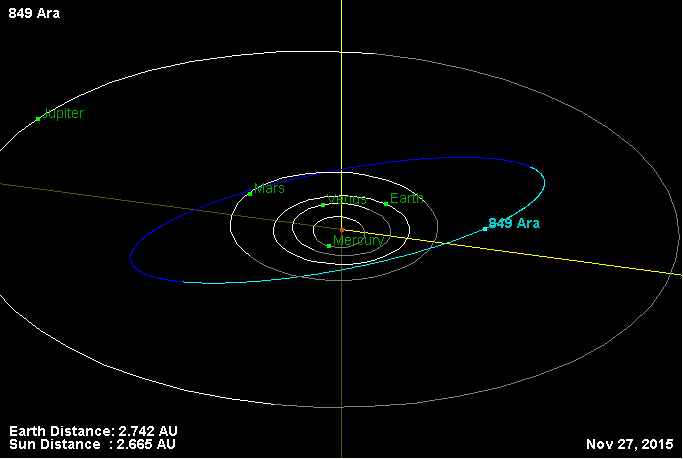
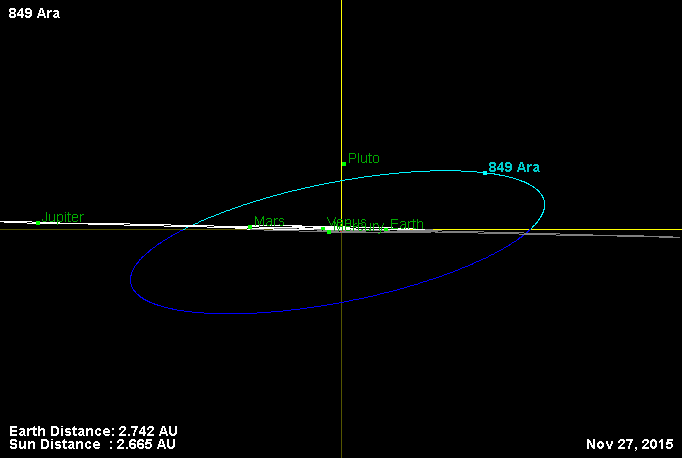